# 213636 Gajdoš
213636 Gajdoš è un asteroide della fascia principale. Scoperto nel 2002, presenta un'orbita caratterizzata da un semiasse maggiore pari a 2,6620676 UA e da un'eccentricità di 0,1135231, inclinata di 5,99718° rispetto all'eclittica.
L'asteroide è dedicato all'astronomo slovacco Štefan Gajdoš.